# Dalibor Riccardi
Dalibor Riccardi, né le 4 septembre 1983 à Borgo Maggiore, est un homme politique saint-marinais, membre de Saint-Marin Libre. Il est capitaine-régent, avec Francesca Civerchia, du 1er octobre 2024 au 1er avril 2025.

## Biographie
Dalibor Riccardi est le fils de Marino Riccardi, homme politique.
Après une carrière de footballeur, Dalibor Riccardi est élu député au Grand Conseil général lors des élections de décembre 2016, puis réélu en décembre 2019 et le 9 juin 2024. Il est élu capitaine-régent en septembre 2024, avec Francesca Civerchia, pour la période du 1er octobre 2024 au 1er avril 2025.